# Битка при Калиново
Битката при Калиново се провежда между български и гръцки войски по време на Междусъюзническата война.

## Прелюдия
На 19 юни части от 3-та бригада на Трета дивизия от българската армия се сблъскват в Ореховица с настъпващата от Ореховица и Баялци Десета гръцка дивизия и се оттеглят в посока село Калиново. Пътят на гърците в обход на българските позиции край Кукуш е преграден в Калиновското дефиле от 41-ви пехотен полк с две нескорострелни батареи.

## Битка
На следващия ден 20 юни гърците се окопават и обстрелват с четири батареи позициите на 41-ви пехотен полк и цялото поле около позициите се запалва. Гърците тръгват в настъпление, но са отблъснати с атака на нож от българските части. По-късно за втори път атакуват, но отново са отблъснати. С падането на нощта българските части се изместват от позициите си. На 21 юни в щаба на гръцката десета дивизия се получава заповед за незабавна атака и преминаване на българските позиции, за да се стигне до тила на българските части при Кукуш. В резултат на това започва артилерийска атака по българските позиции, последвана от пехотна такава, която българската артилерия отблъсква. Чак вечерта гръцки части успяват да достигнат до окопите, но прекалено уморени, за да влизат в бой. Все пак една дружина успява да се промъкне към Арджанското езеро, но без особен успех, тъй като скоро е разкрита и принудена да се оттегли от позициите си. Българските части успяват да удържат позициите си и нещо повече само един български полк успява да задържи цялата гръцка десета дивизия.